# Digimon World 2003
Vous lisez un « bon article » labellisé en 2012.
Digimon World 2003 (デジモンワールド3, Dejimon Wārudo 3, originellement intitulé Digimon World 3 ou Digimon World 3: Aratanaru Bouken no Tobira) est un jeu vidéo de rôle, d'action et d'aventure, basé sur la franchise médiatique japonaise Digimon, développé par Bandai et édité par Atari Inc. sur console PlayStation. Partie intégrante de la série des jeux vidéo Digimon et troisième opus initial du jeu Digimon World, il a été commercialisé le 5 juin 2002 en Amérique du Nord puis le 4 juillet au Japon et le 29 novembre de la même année en Europe.
Le joueur incarne un enfant nommé Junior, accompagné au début du jeu par ses deux amis, Teddy et Ivy, voyageant dans un MMORPG de réalité virtuelle en ligne nommé Digimon Online, comptant plus de 200 000 joueurs et contrôlé par la corporation MAGAMI. Cependant, tous les joueurs, dont Junior, se retrouvent piégés dans le système interne du jeu à la suite d'une attaque terroriste sur Internet et Junior doit tenter de rétablir l'ordre à l'aide de ses trois partenaires digimon.
Uniquement commercialisé en Europe et en Australie sous le titre de Digimon World 2003, aucun changement n'a été effectué durant l'importation du jeu et celui-ci reprend exactement la même version que celle en japonais ; le titre a été logiquement renommé car son précédent opus, intitulé Digimon World 2, n'a jamais été commercialisé dans les marchés européens et australiens. Le jeu a été en moyenne faiblement accueilli par les critiques.

## Scénario
La cinématique d'introduction met en scène Junior (アツシ, Atsushi), un jeune protagoniste âgé de dix ans et ses deux amis, Teddy (タクミ, Takumi) et Ivy (ミドリ, Midori, plus tard renommée Kail). Junior, attendant patiemment ses amis devant une boutique d'informatique au coin d'une rue à Kusanagi City, aperçoit un communiqué de presse télévisé, projeté depuis la boutique, annonçant la capture, par la police internationale S. A. P., des responsables d'une organisation criminelle nommée A. o. A. à l'origine de cyberattaques en Europe. Peu de temps après la fin de ce communiqué, Teddy et Ivy rejoignent Junior et partent s'inscrire ensemble au jeu en réseau Digimon Online. Après avoir choisi les groupes de digimon qui accompagneront chaque protagoniste et avoir accédé au réseau interne d'Asuka City, les joueurs se retrouvent prisonniers dans le système à la suite d'une faille informatique. Le maître de jeu assure publiquement aux joueurs que la situation est sous contrôle et accuse un dénommé Kurt, surnommé Lucky Mouse, un pirate informatique, d'avoir paralysé le réseau. Pour rétablir la situation, Junior commence son périple à travers le serveur depuis la ville d'Asuka City. Lors de la progression du jeu, le jeune garçon combat plusieurs boss et antagonistes éparpillés dans le serveur.
Son périple presque achevé, Junior rencontre le destructeur du digimonde et du monde réel nommé Lord Megadeath, un monstre numérique de type androïde composé de trois digimon nommé Fujinmon, Suijinmon et Raijinmon. Lord Megadeath rencontre le joueur dans le quartier général de l'A. o. A. et lui propose de combattre dans un satellite nommé Gunslinger avant qu'il ne lance la « digionde » sur le monde réel et ainsi changer chaque être humain en digimon faibles nommés Oinkmon. Malheureusement, Lord Megadeath met son plan à exécution et réussit à créer Snatchmon, le digimon le plus puissant. Cependant, Snatchmon tue son créateur et absorbe ses données. Par la suite, Snatchmon parvient à fusionner avec Gunslinger pour former Galacticmon. L'aventure se termine lorsque Junior gagne face à cet antagoniste final. Trois mois plus tard, Junior se retrouve de nouveau devant la boutique d'informatique et aperçoit la cérémonie d'ouverture de Digimon Online retransmise depuis la chaîne télévisée DNB TV et conclut que son ami Kurt est l'actuel chef du réseau à la place de l'organisation MAGAMI. Junior revient dans l'un des serveurs, Amaterasu, dans lequel il est révélé que quatre nouveaux antagonistes se sont installés.

## Système du jeu
Digimon World 2003 reprend les éléments de la franchise médiatique Digimon ainsi que ceux d'un jeu vidéo de rôle, d'action et d'aventure. Le joueur incarne l'avatar d'un personnage initialement nommé Junior, qui doit rétablir l'ordre en combattant de nombreux ennemis principaux et secondaires à l'aide d'un groupe de trois digimon qu'il a sélectionné et qu'il devra entraîner pour les rendre plus puissants. Divers accessoires et autres entités sont mis à la disposition du joueur et stockés dans un satellite.
Le jeu met en avant l'exploration du digimonde, foyer natal des digimon et univers parallèle au monde réel, sous la forme de serveur exposé dans un jeu en ligne nommé Digimon Online, celui-ci étant divisé en quatre secteurs — nord, sud, est et ouest — et administré sur cinq serveurs — Amaterasu, Izumo, Asuka, Yamato et Ikaruga. Le joueur peut tirer profit de nombreuses et différentes localités dans le jeu. L'une de ces localités clés inclut l'Auberge, tenue par un ou plusieurs Gatomon, un digimon de type félin qui, en échange d'argent, guérit les digimon et par Guardromon, un digimon de type androïde qui permet la sauvegarde. L'armurerie de Gargomon, un digimon de type mammifère androïde, dispose de divers accessoires à vendre ou à acheter permettant l'augmentation des statistiques de chaque digimon. Le digilabo, ou un digimon nommé Piximon (digimon de type lutin), permet la gestion du groupe de digimon en matière de digivolutions, de techniques et d'« archivage » de digimon.
Des mini-jeux et mini-quêtes notables sont également accessibles au long de l'aventure. Des individus nommés Agents IRD donnent des informations au joueur concernant l'obtention éventuelle de digimon dans son équipe. De plus, des objets tels que les arbori-bottes ou la canne à pêche peuvent être récupérés et permettent en général de combattre face à des digimon sauvages qui, une fois battus, donnent aux joueurs un pack de cartes à collectionner. Des combats de cartes à collectionner peuvent être menés dans un premier temps dans un endroit nommé El Dorado, dirigé par Ponchomon, face à d'autres dresseurs, bien que d'autres endroits comme l'Île des Duels soient des endroits privilégiés pour ces combats. Un magasin de cartes dirigé par Divermon (un digimon de type mammifère marin) généralement situé dans chaque ville du jeu, permet au joueur d'acheter ces cartes ou d'ouvrir des packs de cartes.

### Personnages
| Personnages jouables        | Personnages jouables     | Personnages jouables     | Personnages jouables     |                          |
| Groupe A (jeu équilibré)    | Groupe A (jeu équilibré) | Groupe A (jeu équilibré) | Groupe A (jeu équilibré) | Groupe A (jeu équilibré) |
| --------------------------- | ------------------------ | ------------------------ | ------------------------ | ------------------------ |
| Kotemon, Renamon et Patamon |                          |                          |                          |                          |
| Groupe B (jeu puissant)     |                          |                          |                          |                          |
| Monmon, Agumon et Renamon   |                          |                          |                          |                          |
| Groupe C (jeu dément)       |                          |                          |                          |                          |
| Kumamon, Guilmon et Patamon |                          |                          |                          |                          |

Au total, plus de deux cent quarante formes de digimon sont jouables. Avant de commencer l'aventure, le joueur doit choisir parmi trois différents groupes de trois digimon. Ces groupes varient en fonction de l'entraînement qu'ils vont recevoir ; le premier groupe (jeu équilibré) est plus facile à entraîner, le second groupe (jeu puissant) est plus habile et plus obéissant et le troisième groupe (jeu dément) est plus puissant,,. Hormis les trois personnages initialement sélectionnés au début du jeu, cinq autres peuvent être acquis grâce à l'obtention de leur ADNN (ADN Numérique) en gagnant face aux digimon qui les possèdent et qui sont localisés à différents endroits,.
De nombreux autres digimon, hormis ceux jouables, sont également présents. Des digimon inédits tels qu'Oinkmon (un digimon de type cochon), Cardmon (un digimon à l'apparence d'une ou plusieurs cartes selon les niveaux) et VEMmon (un digimon de type androïde) ont été inclus. Pendant la durée de l'aventure, il est révélé que les Oinkmon sont en réalité des humains transformés en digimon par l'A. o. A. Durant l'aventure, des digimon sauvages apparaissent aléatoirement lors de chaque phase d'exploration et permettent le gain de points d'expérience et, de temps à autre, d'accessoires. Différents boss et ennemis sont également présents et le joueur doit commencer en affrontant Pharaohmon, un digimon localisé dans le labyrinthe d'un endroit nommé Ruines Protocole situé dans le secteur Est, pour finir avec le principal antagoniste Galacticmon. Cependant, l'ennemi récurrent dans le jeu est l'organisation A. o. A., une organisation qui tente de contrôler Digimon Online sous le nom de « Corporation MAGAMI ».

### Entraînement
Le joueur peut entraîner un groupe de digimon qu'il aura sélectionné dès le début du jeu en participant à divers combats ou à des séances d'entraînement en salle. Ces combats, ou séances, permettent de gagner des points d'expériences (EXP) qui peuvent faire grimper le niveau d'un digimon (du premier niveau initial jusqu'au niveau 99), obtenir de l'argent digital nommé BITS et par moments quelques items (armes ou accessoires). Ces niveaux fournissent de nouvelles digivolutions (transformation temporaire d'un digimon en une forme plus puissante) et de nouvelles techniques. Les séances d'entraînement, quant à elles, permettent d'augmenter les statistiques de chaque digimon grâce au nombre de points d'expérience qu'ils ont progressivement obtenu lors de combats. Ces séances sont suivies dans une salle dirigée par plusieurs digimon nommés Leomon, Togemon, Garudamon, Asuramon ou Magnamon.
Les combats sont exécutés en tour par tour et incluent généralement les digimon sauvages, les digimon entraînés par d'autres joueurs du serveur ainsi que les nombreux boss et antagonistes présents dans le jeu. D'une manière facultative, durant un combat contre un digimon sauvage, le joueur peut refuser et fuir le combat. Dès le début d'un combat, le joueur peut, s'il le souhaite, faire directement affronter un digimon sous l'une de ses formes de digivolution ; de plus, et lorsque c'est possible, il peut ordonner la fusion de deux digimon lors d'un procédé nommé « DNA digivolution » (en français : « digivolution ADN »). Hors des combats, le joueur peut utiliser les accessoires ou items qu'il a gagnés ou achetés pour augmenter (ou diminuer par la même occasion) les statistiques de chacun de ses digimon.

## Développement

Logo nord-américain du jeu.

### Conception
Digimon World 3 est le troisième opus succédant au jeu vidéo Digimon World. La firme japonaise Bandai (actuellement Namco Bandai) se focalise principalement sur la commercialisation d'un jeu vidéo sur console PlayStation de type RPG, d'une durée de 70 heures, qui ne ressemble en rien au précédent opus Digimon World 2,. Par ailleurs, le jeu est développé par Bandai Entertainment Company, une entreprise, fondée en 1990 par Bandai en coopération avec la branche Human Entertainment, principalement basée sur les franchises médiatiques de Bandai.
Le jeu est réalisé par une équipe entièrement composée de développeurs japonais. Le scénario est écrit par Youji Takase, la réalisation est effectuée par Takao Nagasawa et les musiques et effets sonores sont composées par Satoshi Ishikawa et Kōji Yamada. Le jeu expose des phases d'exploration et une perspective isométrique en deux dimensions, effectuée par Kiyohiko Takehisa, qui affiche progressivement le terrain ainsi que des combats tour par tour en trois dimensions, effectués par Tomoyo Kojima, Seikoh Fukuma, Yuka Kondo, Daisuke Shimoda, Taku Yasumoto et Akihisa Watabiki,.
Une fois le développement terminé, une démonstration jouable de Digimon World 3 est exposée à l'Electronic Entertainment Expo 2002 sur quelques machines.

### Commercialisation
Digimon World 3 est commercialisé en Amérique du Nord le 5 juin 2002 puis au Japon sous le titre Digimon World 3: Aratanaru Bouken no Tobira le 4 juillet 2002 sur console PlayStation. Il est publié sur les marchés européens et australiens le 29 novembre 2002 — le 31 décembre en Allemagne — sous le titre de Digimon World 2003, car le précédent opus intitulé Digimon World 2 n'y a auparavant jamais été vendu. La version américaine du jeu est classée « E » (Everyone) par Entertainment Software Rating Board et la version européenne est classifiée pour tous publics, notamment par le Syndicat des éditeurs de logiciels de loisirs (SELL).
Digimon World 3 a été réédité en Amérique du Nord, dans la gamme Greatest Hits, en 2004.

## Accueil
Digimon World 2003 est très moyennement accueilli par l'ensemble de la presse spécialisée. En 2012, GameRankings attribue 49 % sur un total de sept critiques, classant ainsi le jeu à la dix-huitième place au rang des jeux vidéo commercialisés en 2002 sur console PlayStation. Metacritic attribue une moyenne de 47 % sur un total de six critiques. Dès son lancement initial le 5 juin 2002 aux États-Unis et au Canada, le jeu s'écoule à 35 469 exemplaires durant la première semaine.
Matt Paddock, du site Game Vortex, attribue 40 % au jeu et souligne à plusieurs reprises la faible qualité des graphismes en trois dimensions durant les combats ainsi que le style de jouabilité long et répétitif du jeu. Par ailleurs, il critique l'implication importante des jeux de combat de cartes dans le jeu. Cependant, il note l'aspect positif qui ressemble de loin à celui d'un jeu vidéo de rôle classique. Fox Fennec, du magazine américain GamePro, attribue lui aussi 40 %, notant principalement les aspects négatifs du jeu, et critique le temps de chargement trop long et également les graphismes en trois dimensions des combats qu'il considère comme « moches ». J. M. Vargas, du site PSX Nation, attribue une moyenne de 58 % et note l'absence d'un scénario précis. Cependant, il met en avant le contrôle du jeu et les musiques incluses dans le jeu. Sur le site anglophone GameFAQs, le jeu obtient une moyenne de 8 sur 10 de la part de vingt-neuf critiques ainsi qu'une moyenne de 7,8 sur 10 de la part de trois cent quatre-vingt-quatre utilisateurs. Les éditeurs du site CNET lui accordent deux étoiles sur cinq, soit une note de 4,9 sur 10, et notent que le jeu ne ferait que contenter uniquement les fans de la série Digimon et font également plusieurs fois la mention de la franchise médiatique rivale Pokémon en matière d'élevage de monstres et de popularité. Brad Shoemaker, du site GameSpot, note également que, pour un « jeu à petit prix », celui-ci ne contentera que les fans de la série. Pour finir, l'édition du magazine Electronic Gaming Monthly datant de juillet 2002 attribue une note de 40 % et note que « cette troisième version n'a aucun charme ».
Du côté francophone, Romendil, rédactrice du site français Jeuxvideo.com, attribue une moyenne de 12 sur 20. Tout en recensant chaque aspect positif et négatif du jeu, elle note le scénario général peu « passionnant ». Elle met en revanche en avant la « bonne ambiance sonore avec des thèmes qui se laissent écouter en dépit du peu d'effets et autres bruitages » ainsi que la durée de vie qui s'accroît « de façon discutable » lorsque le niveau de chaque digimon est augmenté. Une fois la moyenne attribuée, elle note que la franchise Digimon « prend le risque de se frotter à des titres beaucoup plus prestigieux sur le même support, et pourrait même se fermer les portes des fans du premier Digimon World qui ne retrouveront pas du tout la même ambiance de jeu. Le soft affiche quelques lacunes et le système de jeu n'est pas très novateur, mais ceux qui feront l'effort de s'investir dans cette aventure en auront pour de nombreuses heures de jeu ».

## Postérité
Un quatrième volet de la série, intitulé Digimon World 4, est publié en 2005 sur PlayStation 2, Xbox et GameCube. Ce jeu, qui reprend l'univers du téléfilm d'animation Digital Monster X-Evolution avec quelques références dans le soft et son marketing, innove en proposant un mode quatre joueurs et des batailles en temps réel,.
En 2006, la distribution des jeux comme Digimon Story en Amérique du Nord, notamment, reprend la marque pour être commercialisée en tant qu'entrées de la série World.
Bandai Namco Games développe ensuite sur PlayStation Portable et pour le marché japonais un nouvel opus, Digimon World Re:Digitize, annoncé en juillet 2011 au magazine V Jump,. Ce jeu, développé par Tri-Crescendo, rappelle, contrairement aux précédents opus, le système de jeu caractérisant Digimon World et se focalise principalement sur l'élevage de Digimon  afin de relancer les ventes de la franchise au Japon, en baisse depuis plusieurs années, en misant sur l'ancien public de la franchise, avec peu de budget et sans que les documents ou matériaux du premier Digimon World soient disponibles,,,.
Enfin, Digimon World: Next Order est annoncé au magazine V Jump en juillet 2015 et sort au Japon sur PlayStation Vita avec un gameplay similaire à celui à Digimon World, Re:Digitize (et sa version améliorée adaptée pour la Nintendo 3DS, Decode), à ceci près que le joueur possède un second partenaire Digimon à nourrir et à élever. Un portage pour console de salon sur PlayStation 4 sort à l'international dont en France le 27 janvier 2017 après des années d’absence de la marque en Europe, en édition physique et dématérialisée.